# Бурано (озеро)
Бурано (итал.  Burano) — озеро в итальянской области Тоскана.

## Описание
Прибрежное озеро в тосканской Маремме.
В настоящее время оно значительно уменьшилось из-за мелиоративных работ: около 4 км в длину и от 0,5 до 0,7 км в ширину. Средний уровень водного зеркала составляет примерно 1 м над уровнем моря. Из озера оборудован искусственный сток длиной 7 км, который впадает в Тирренское море под холмом Анседония  и последний участок которого известен как Тальята-Этруска.